# Gharistavi
Gharistavi (en georgiano: ღარისთავი) o Siukata (en osetio: Сиукъатæ) es una aldea que pertenece a la parcialmente reconocida República de Osetia del Sur, parte del distrito de Znaur, aunque de iure pertenece al municipio de Tighvi de la región de Iberia Interior de Georgia.

## Geografía
Gharistavi se encuentra a orillas del río Froni Medio, a 4 km de Kornisi. 

## Historia
De 1922 a 1990, formó parte del distrito de Znaur del óblast autónomo de Osetia del Sur, siendo de mayoría osetia. De 1990 a 2006, formó parte del raión de Kareli y, desde 2006, forma parte del municipio de Tighva. 

## Demografía
La evolución demográfica de Gharistavi entre 1939 y 2015 fue la siguiente:
| 161                                                      | 125 | 119 | 82 | 49 | 74 |
| (Fuente: Population of South Ossetia since Soviet times) |     |     |    |    |    |

Según el censo soviético de 1959, la mayoría de la población local eran osetios.